# تيد ألي
تيد ألي (بالإنجليزية: Ted Alley)‏ هو لاعب كرة قدم أسترالية أسترالي، ولد في 30 يوليو 1881 في St Arnaud, Victoria ‏ في أستراليا، وتوفي في 18 يوليو 1949 في Canterbury, Victoria ‏ في أستراليا.

## وصلات خارجية
- تيد ألي على موقع AustralianFootball.com (الإنجليزية)
- تيد ألي على موقع AFLtables.com (الإنجليزية)